# Episodi di Degrassi: Next Class (prima stagione)
La prima stagione della serie televisiva Degrassi: Next Class è andata in onda dal 4 al 11 gennaio 2016, su canale canadese Family Channel.
In Italia la serie è stata distribuita il 13 marzo 2016 dalla piattaforma streaming Netflix.
| nº | Titolo originale          | Titolo italiano      | Prima TV Canada | Pubblicazione Italia |
| -- | ------------------------- | -------------------- | --------------- | -------------------- |
| 1  | #BootyCall                | #CurvePericolose     | 4 gennaio 2016  | 13 marzo 2016        |
| 2  | #NoFilter                 | #SenzaFiltro         | 5 gennaio 2016  | 13 marzo 2016        |
| 3  | #YesMeansYes              | #SìVuolDireSì        | 6 gennaio 2016  | 13 marzo 2016        |
| 4  | #NotOkay                  | #NotOkay             | 7 gennaio 2016  | 13 marzo 2016        |
| 5  | #ButThatsNoneOfMyBusiness | #MaNonSonoAffariMiei | 8 gennaio 2016  | 13 marzo 2016        |
| 6  | #NotAllMen                | #NonSoloMaschi       | 11 gennaio 2016 | 13 marzo 2016        |